# Baragwanathia longifolia
Baragwanathia longifolia és una espècie extinta de planta vascular sense llavors de la classe Lycopodiopsida, del Silurià i Devonià del sud-est d'Austràlia.
Tenia una aparença similar a la dels licopodis actuals amb tiges brancades d'entre 10-20 cm i diversos metres de longitud.